# 258P/PANSTARRS
258P/PANSTARRS è una cometa periodica: è stata scoperta il 27 aprile 2012 ma già pochi giorni dopo sono state trovate immagini di prescoperta riprese il 7 febbraio 2011, oltre un anno prima della data di scoperta e in meno di un mese dalla scoperta sono state scoperte immagini risalenti fino al 2002, epoca del precedente passaggio al perielio, questo fatto ha permesso di numerare a tempo di record la cometa.